# 讷维尔欧科尔内
讷维尔欧科尔内（法語：Neuville-au-Cornet，法語發音：[nøvil o kɔʁnɛ]）是法国上法蘭西大區加来海峡省的一个市镇，属于阿拉斯区。

## 地理
讷维尔欧科尔内（50°20'9"N, 2°22'5"E）面积2.28 平方千米，位于法国上法蘭西大區加来海峡省，该省份为法国北部沿海省份，西北濒北海，南至索姆省，东临北部省。
与讷维尔欧科尔内接壤的市镇（或旧市镇、城区）包括：迈尼勒、蒙绍莱弗雷旺、比讷维尔、蒙昂泰尔努瓦、泰尔纳。

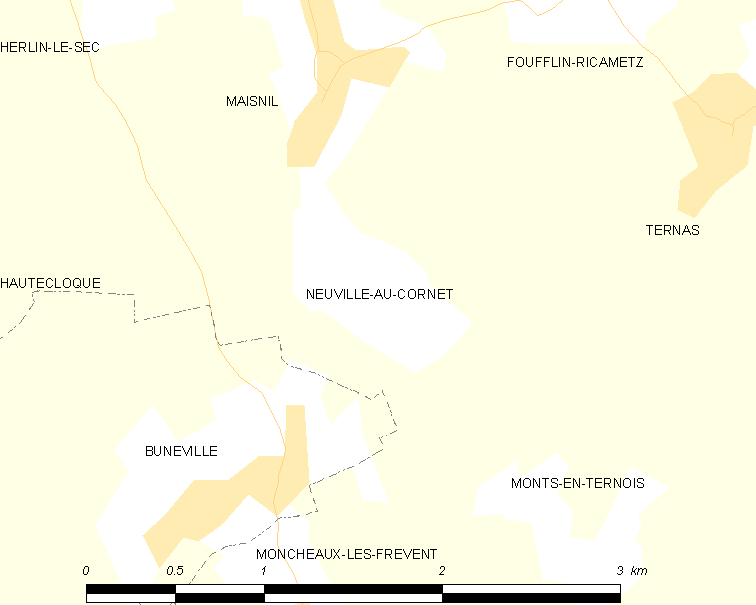
讷维尔欧科尔内的OSM定位图

讷维尔欧科尔内的时区为UTC+01:00、UTC+02:00（夏令时）。

## 行政
讷维尔欧科尔内的邮政编码为62130，INSEE市镇编码为62607。

## 政治
讷维尔欧科尔内所属的省级选区为泰努瓦斯河畔圣波勒县。

## 人口

1962-2008年间讷维尔欧科尔内人口变化图示

讷维尔欧科尔内于2022年1月1日时的人口数量为62人。